# Kolding
Kolding es un puerto marítimo danés localizado en el fiordo de nombre homónimo en la región de Dinamarca Meridional. Es la ciudad principal del municipio de Kolding. Aunque es un centro urbano dedicado a los sectores laborales de comercio, manufactura, construcción de maquinaria y transporte, la principal actividad económica es la construcción de barcos.
Con una población de 57 583 habitantes, es la séptima ciudad más poblada de Dinamarca. El municipio de Kolding conforma una parte del Área metropolitana del este de Jutlandia, la cual posee una población total de 1,2 millones de habitantes.

## Historia

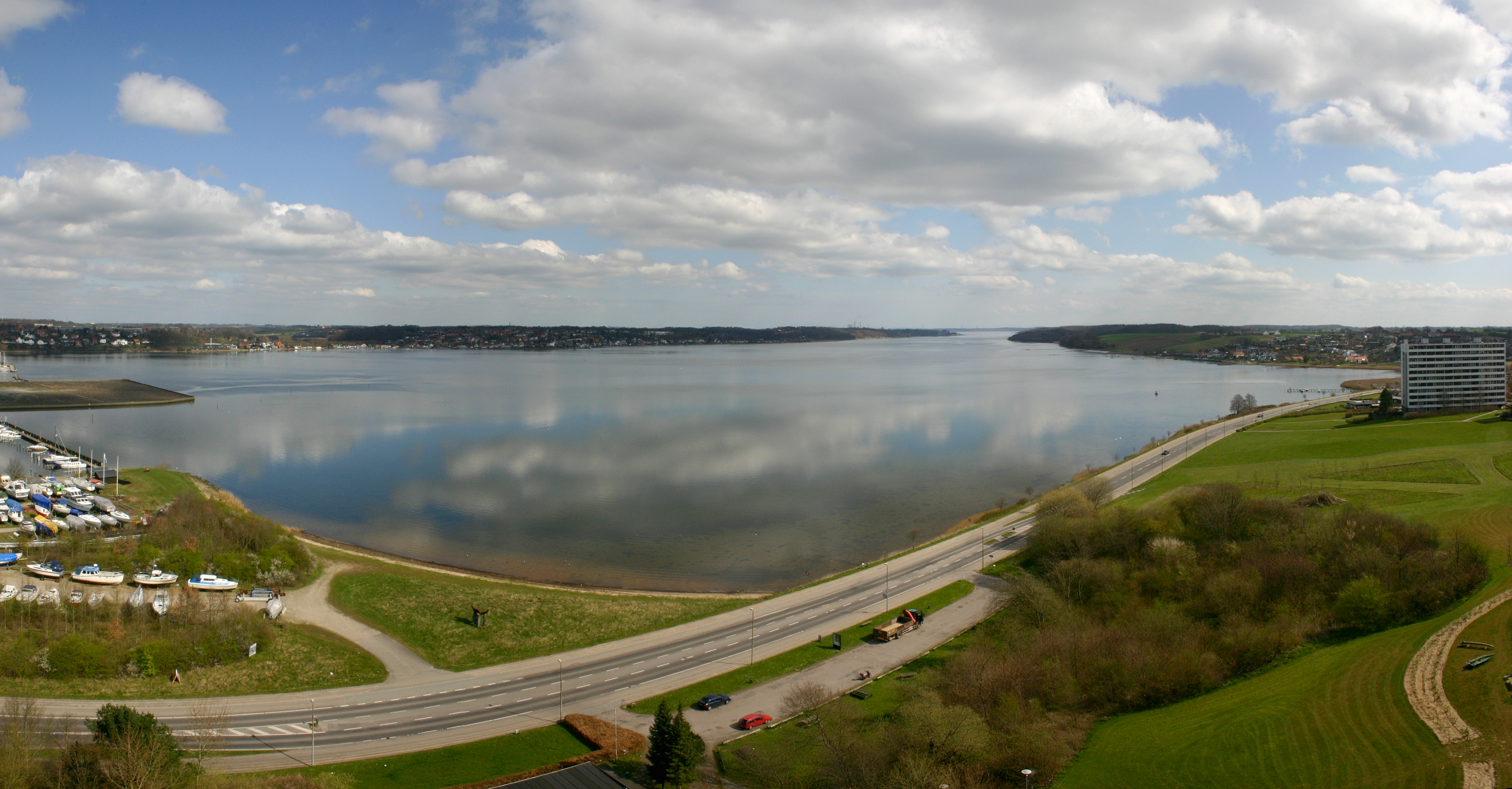
Vista del fiordo de Kolding.

Kolding se nombra por primera vez, como Kaldyng, en el documento conocido como Censo del rey Valdemar de 1231. El nombre fue aplicado primero al río Kolding, y procede de kald, que significa "frío".
La historia de la ciudad es, sin embargo, más antigua. Los primeros materiales arqueológicos de Kolding datan de la era del rey Valdemar el Grande (primera mitad del siglo XII). No se sabe cuándo recibió Kolding los privilegios de ciudad, pero éstos fueron confirmados en una carta de Cristóbal II fechada el 28 de enero de 1321.
Kolding era una ciudad en los límites del reino con el ducado de Schleswig, y fue sede de un castillo real, conocido como Koldinghus, desde mediados del siglo XIII. A partir de los finales del siglo XV Kolding sirvió de aduana y de sitio de paso del comercio con los ducados del sur. El castillo fue ampliado en los siglos XV y XVI. A mediados de este último, el rey Cristián III y su consorte Dorotea de Sajonia-Lauemburgo hicieron de la ciudad su residencia temporal. En 1553 Cristián III fundó el hospital de San Jorge y una escuela latina, y la reina Dorotea fundó una escuela en 1566. En el Libro de la Ciudad de Kolding (Koldings Bys Bog) de 1646 se menciona que la ciudad contaba con 280 casas y 2800 habitantes, un número elevado para una ciudad de provincia de ese tiempo. Los impuestos de aduana constituyeron un importante ingreso para la corona, pero las guerras del siglo XVII que Dinamarca libró principalmente contra Suecia marcaron el inicio de una fase de decadencia que sólo se revertiría hasta el siglo XIX. Durante la guerra de los Treinta Años la ciudad fue devastada en dos ocasiones y después del conflicto sobrevino la peste. Durante una epidemia en 1654-1655 murieron 358 personas. El 25 de diciembre de 1658 se libró la batalla de Kolding, donde daneses y polacos derrotaron al rey Carlos X Gustavo de Suecia, en el transcurso de la Guerra sueco-danesa de 1658-1660.
Hubo otra batalla de Kolding el 23 de abril de 1849, durante la segunda guerra de los ducados. En esta ocasión la ciudad fue bombardeada por artillería prusiana. Al fin de la guerra floreció de nuevo el comercio y las exportaciones a través del puerto de Kolding (fundado en 1843 y expandido varias veces), el ferrocarril de Jutlandia Oriental, y el ferrocarril que comunicaba con Esbjerg —el nuevo y pujante puerto danés en el Mar del Norte. Gracias a su situación geográfica en el centro de rutas comerciales entre el este y el oeste de Dinamarca, así como entre Dinamarca y Alemania dada su ubicación temporalmente fronteriza, y al crecimiento de la producción agrícola de la región, Kolding surgió como un destacado centro comercial. La población creció rápidamente. En 1898 se inauguró la central eléctrica que alimentaría a toda la ciudad, la cual contaba ya con 10 000 habitantes. El desarrollo también implicó avances en los derechos de las mujeres. En 1909 se eligió a la primera mujer miembro del concejo municipal, y 4 años después había 4 mujeres en el mismo. En 1922 se fundó la Casa de la Mujer, la primera de su tipo en el país.
Durante la ocupación alemana en la Segunda Guerra Mundial un gran número de soldados alemanes permanecieron destacados en Kolding. En 1943 la Gestapo estableció su cuartel general para Jutlandia meridional en las proximidades del castillo de Kolding. Al final de la guerra, se estableció en la ciudad un campamento para refugiados alemanes que continuó operando hasta 1949. Al igual que como ocurrió después en la Primera Guerra Mundial, tras el fin de la segunda vino un corto período de estancamiento económico.
Algunos años después de la guerra resurgió el comercio, la industria y las exportaciones. En los años 1970 Kolding era una gran exportadora de ganado vacuno y porcino y sede de numerosas industrias manufactureras de metales, así como de cerveza, materiales de construcción y textiles. Con el acelerado crecimiento de la ciudad, se perdió gran parte de los edificios antiguos de entramado de madera, que fueron sustituidos por edificaciones modernas. En 1970 el municipio de Kolding se agrandó con la incorporación de comunidades periféricas. Desde los años 1960 hay un trabajo coordinado entre las ciudades del Área del Triángulo (Kolding, Vejle y Fredericia). Esta área, que desde 1992 se ha ampliado a seis municipios, constituye una de las regiones de mayor economía y dinamismo de Dinamarca. El nuevo puente del Pequeño Belt le dio a esta región un importante impulso económico en 1970, que se vio reforzado con la construcción del puente del Gran Belt en 1997. En 1991 la ciudad se integró a la Unión de Ciudades Bálticas. En 1981 Kolding fue distinguida como Ciudad del Año debido a la mejora en las condiciones que se brindaba a las empresas, lo que resultó en el establecimiento de nuevos negocios.
En 1999 la Universidad del Sur de Dinamarca estableció en Kolding uno de sus seis campus. Una nueva reforma estructural de los municipios daneses ensanchó aún más los límites municipales de Kolding en 2007, con la integración, total o parcial, de los antiguos municipios de Lunderskov, Vamdrup, Egtved y Christiansfeld.

## Hermanamientos
- Anjō, Japón
- Delmenhorst, Alemania
- Drammen, Noruega
- Huéscar, España[4]
- Lappeenranta, Finlandia
- Nanortalik, Dinamarca
- Örebro, Suecia
- Panevėžys, Lituania
- Pisa, Italia
- Stykkishólmur, Islandia
- Szombathely, Hungría